# 南羅滕曼山

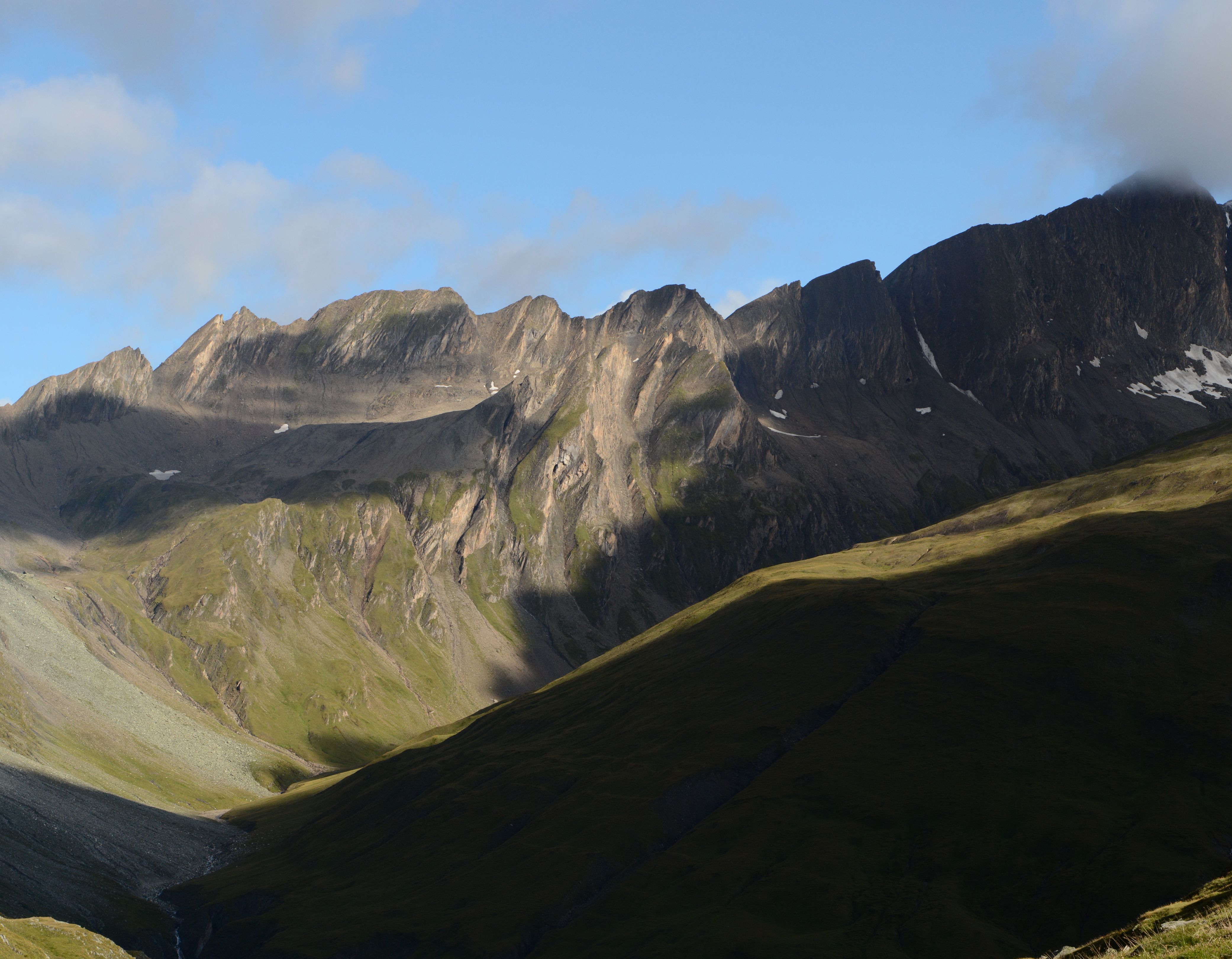

47°00′21″N 12°12′07″E / 47.005877°N 12.201894°E
南羅滕曼山（德語：Südlicher Rotenmannkopf），是奧地利的山峰，位於該國西部，由蒂羅爾州負責管轄，屬於維內迪傑山脈的一部分，海拔高度3,119米，人類在1873年首次登頂。